# Lou Hoover

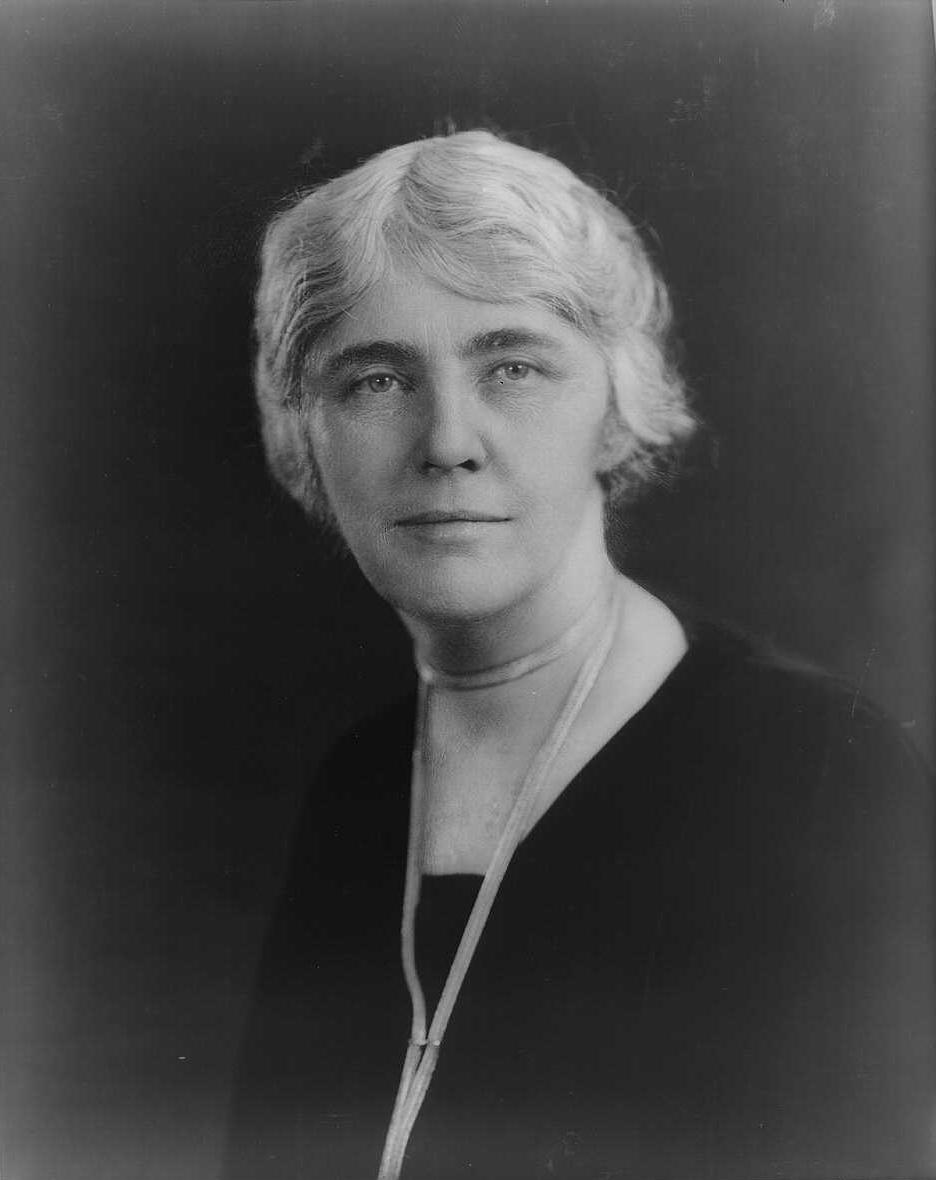
Lou Hoover (ca. 1930)

Louise „Lou“ Henry Hoover (* 29. März 1874 in Waterloo, Iowa als Lou Henry; † 7. Januar 1944 in New York City) war eine Geologin und Ehefrau des amerikanischen Präsidenten Herbert Hoover und vom 4. März 1929 bis zum 4. März 1933 die First Lady der Vereinigten Staaten. 

## Leben
Lou Henry kam als ältere von zwei Schwestern im Mittleren Westen zur Welt. Ihre Mutter war Florence Ida Henry, geborene Weed. Lou genoss im Vergleich zur Mehrzahl ihrer Zeitgenossinnen eine atypische Kindheit, denn vor allem der Vater, Charles Delano Henry, ermunterte sie, ihre Zeit in der freien Natur zu verbringen und ein College-Studium anzustreben. In dieser Erfahrung gründete ihre Hinwendung zu weiten Landschaften und die Abenteuerlust. Die Familie lebte zuerst in Iowa, später in Nord- und Südkalifornien. Zunächst strebte Henry den Lehrerberuf an, änderte aber nach einer Vorlesung, die sie gefesselt hatte, ihre Pläne und begann im Jahr 1895 an der Stanford University ein Geologie-Studium. Sie war damit eine der ersten Frauen in den Vereinigten Staaten, die ein Studium in diesem Fach aufnahm.
Auf dem Campus lernte sie ihren späteren Gatten Herbert Hoover kennen, der ebenfalls Geologie studierte und kurz vor seinem Abschluss stand. Weil er mittellos war, hielt er erst nicht um ihre Hand an. Erst als Hoover in Coolgardie in Western Australia sich vom leitenden Bergbauingenieur zum Juniorpartner in einem Minenunternehmen emporgearbeitet hatte, machte er Henry einen Heiratsantrag. Sie heirateten am 10. Februar 1899, nachdem sie ihren Abschluss gemacht hatte, im Hause ihrer Eltern in Monterrey. Aus der Ehe, die sie gleichberechtigt und von gegenseitigem Respekt gekennzeichnet führten, gingen zwei Söhne hervor: Herbert Charles Hoover (* 4. August 1903; † 9. Juli 1969) und Allan Hoover (* 17. Juli 1907; † 4. November 1993).
Die Arbeit von Herbert Hoover brachte langjährige Auslandsaufenthalte mit sich. Keine zwei Wochen nach ihrer Hochzeit machten sie sich auf den Weg in das Kaiserreich China. Diesem Umstand geschuldet, beschäftigte sich Lou Hoover intensiv mit der chinesischen Kultur und Sprache. Danach folgten Auslandsaufenthalte in Australien und London. Insbesondere nach Geburt der Kinder richtete sie ihre öffentlichen Aktivitäten nach denen ihres Mannes aus. Als sie bei Ausbruch des Ersten Weltkriegs in London lebten, half sie gemeinsam mit Herbert Hoover dort gestrandeten amerikanischen Reisenden bei der Rückkehr in die Vereinigten Staaten.
Lou wurde zunächst auf dem Alta Mesa Cemetery in Palo Alto, Kalifornien, beigesetzt. 1964 wurde ihr Grab nach West Branch, Iowa, dem Geburts- und Bestattungsort ihres Ehemannes, verlegt.

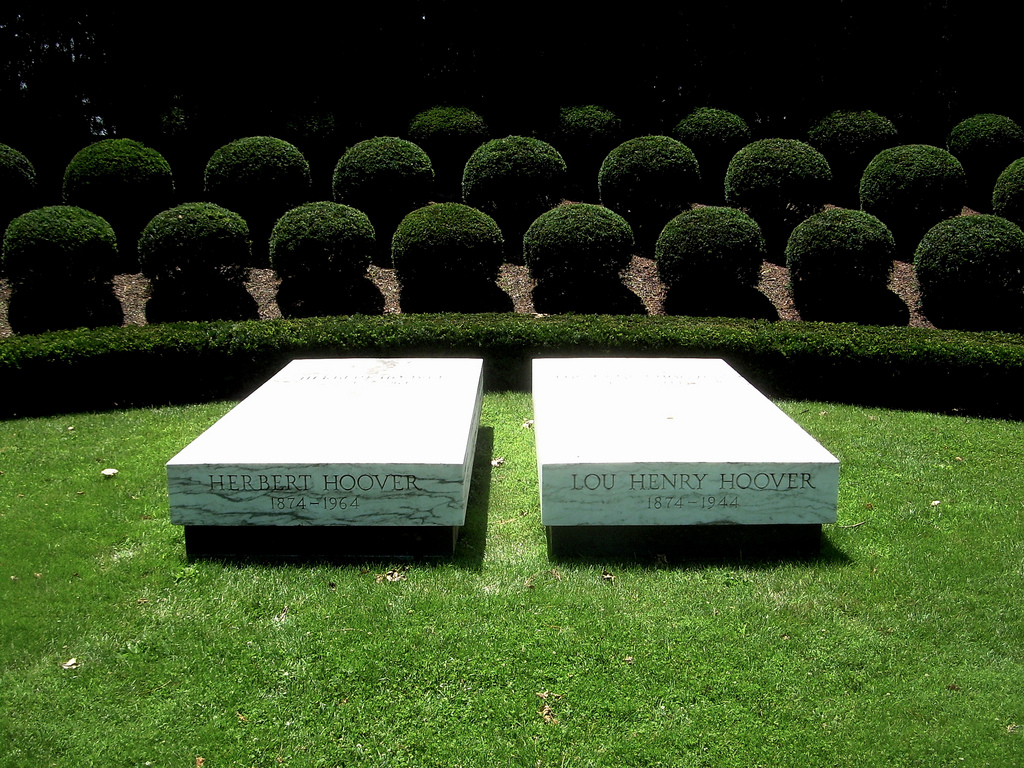
Die Gräber von Herbert und Lou Henry Hoover